# Station Matsugasaki
Station Matsugasaki (松ヶ崎駅, Matsugasaki-eki) is een metrostation in de wijk Sakyō-ku in de Japanse stad  Kyoto. Het wordt aangedaan door de Karasuma-lijn. Het station heeft twee sporen, gelegen aan een enkel eilandperron.

## Treindienst

### Metro van Kioto
Het station heeft het nummer K02.
| 1 | ■ Karasuma-lijn | richting Shijō, Kioto en Takeda |
| 2 | ■ Karasuma-lijn | richting Kokusaikaikan          |

## Geschiedenis
Het station werd in 1997 geopend.

## Overig openbaar vervoer
Bussen 4, 8, 55 en 65.
Kokusaikaikan · Matsugasaki · Kitayama · Kitaōji · Kuramaguchi · Imadegawa · Marutamachi · Karasuma Oike · Shijō · Gojō · Kyoto · Kujō · Jūjō · Kuinabashi · Takeda (>> doorgaande lijnen via de Kintetsu Kyoto-lijn)